# Macroplata tenuiceps
Macroplata tenuiceps és una espècie extinta de rèptil plesiosaure de la família dels romaleosàurids que visqué a Europa durant el Juràssic inferior, fa entre 196,5 i 201,3 milions d'anys. Se n'han trobat restes fòssils al Regne Unit. Es tracta de l'única espècie inclosa en el gènere Macroplata, que anteriorment també contenia l'espècie actualment classificada com a Hauffiosaurus longirostris. Caçava ictiosaures, ammonits i fins i tot altres plesiosaures. El nom genèric Macroplata significa ‘omòplat gran’, mentre que el nom específic tenuiceps significa ‘cap estret’.